# Chrysopilus boettcheri
Chrysopilus boettcheri är en tvåvingeart som beskrevs av Frey 1954. Chrysopilus boettcheri ingår i släktet Chrysopilus och familjen snäppflugor. Inga underarter finns listade i Catalogue of Life.